# Палата собрания (Теркс и Кайкос)
Палата собрания (англ. House of Assembly) — однопалатный законодательный орган британской заморской территории островов Теркс и Кайкос. Палата собрания сменила Законодательный совет островов Теркс и Кайкос после вступления в силу новой Конституции 9 августа 2006 года.
В августе 2009 года Соединенное Королевство приостановило самоуправление островов после обвинений в коррупции на уровне высших чиновников. Тёркс и Кайкос находились под прямым управлением Великобритании, которое осуществлялось губернатором островов до проведения выборов в ноябре 2012 года.

## Состав парламента
В Палату собрания входят 21 представитель: 15 избираемых членов, 4 назначаемых представителя и два члена парламента являются таковыми ex officio (по занимаемой должности). Избираемых членов выбирают двумя путями: 10 депутатов избираются в 10 одномандатных округах, а оставшиеся 5 членов избираются большинством голосов в общенациональном округе, в котором избиратели могут голосовать за сразу до 5 кандидатов. Из 4 назначаемых членов парламента одного номинирует премьер-министр, одного — лидер Оппозиции, а двух оставшихся — губернатор Островов Теркс и Кайкос. Спикером Палаты избирается внепарламентский представитель.